# Derbi de Basora
El Derbi de Basora, también conocido como Derbi del Sur, es el partido en el que se enfrentan el Al Minaa SC contra el Naft Al-Janoob, ambos equipos de la ciudad de Basora. Es conocido como Derbi del Sur debido a que Basora está ubicada al sur de Irak.

## Historia
El primer partido entre ambos equipos se dio el 24 de enero de 2005 y terminó con victoria para el Naft por 1-0. Los aficionados del Al-Minaa hicieron la propuesta de que Khalil Yousuf, el árbitro de ese partido, se retirara del arbitraje, lo que aumentó los ánimos entre ambos equipos con en la temporada 2010–11 donde ambos equipos se enfrentaron en la última jornada de la liga, partido que terminó en empate y el Naft Al-Basra descendío a la División Uno. Los aficionados del Al-Minaa elebraron el descenso del Naft Al-Basra casi como su hubieran sido campeones de liga. En la temporada 2015–16 el Naft Al-Basra regresó a la misma categoría del Al-Minaa, y volvieron a enfrentarse en la última jornada de la temporada. Al-Minaa necesitaba la victoria por al menos dos goles de diferencia para avanzar a la final, pero el Naft Al-Basra jugó un partido defensivo y apenas terminó con victoria para Al-Minaa por 1–0.
En algunas ocasiones los resultados de estos partidos han traído como consecuencia la renuncia de entrenadores en ambos equipos. En la temporada 2007–08 el entrenador del Naft Al-Basra Abdul Razzaq Ahmed renuncío luego del empate ante el Al-Minaa por 3–3, y en la temporada 2012–13 la directiva del Al-Minaa despidío al entrenador Aqeel Hato luego de la victoria del Naft Al-Basra por 4–3.
Desde 2005 se han jugado al menos 31 partidos del derbi en la que Al-Minaa tiene una leve ventaja con 10 victorias sobre las nueve del Naft Al-Basra; y 12 empates. El resultado más abultado ha sido la victoria del Al-Minaa por 4–1 en el Al Mina'a Stadium el 11 de marzo de 2005. También se ha dado el resultado de 3–1 en tres ocasiones, dos de ellas victorias del Al-Minaa; de local en diciembre de 2005, y de visita en enero de 2006 y el Naft en una ocasión de local en septiembre de 2021.

## Estadísticas

### Enfrentamientos
| Resultado     | Iraqi Premier League | Iraq FA Cup | Thaghr Al Iraq Championship | Total |
| ------------- | -------------------- | ----------- | --------------------------- | ----- |
| Al-Minaa      | 10                   | 0           | 1                           | 11    |
| Empate        | 12                   | 0           | 0                           | 12    |
| Naft Al-Basra | 9                    | 0           | 0                           | 9     |

### Comparación de Logros
| Equipo        | Temporadas en Primera División          | Mejor ubicación         | Iraq FA Cup                                    | AFC Champions League      |
| ------------- | --------------------------------------- | ----------------------- | ---------------------------------------------- | ------------------------- |
| Al-Minaa      | 46 (1975–76, 1985–86, 1988–89, 2021–22) | 1.º (Campeón) (1977–78) | Semifinalistas (3) (1999–00, 2002–03, 2016–17) | Fase de grupos (1) (2006) |
| Naft Al-Basra | 17 (2004–05, 2010–11, 2021–22)          | 5.º (2013–14)           | Semifinalistas (1) (2015–16)                   | —                         |